# كيفن كوتر
كيفن كوتر (بالإنجليزية: Kevin Cotter)‏ هو مجدف أمريكي، ولد في 28 مايو 1974.

## وصلات خارجية
- كيفن كوتر على موقع الاتحاد الدولي للتجديف (الإنجليزية)